# Rivière (Pas-de-Calais)
Rivière is een gemeente in het Franse departement Pas-de-Calais (regio Hauts-de-France). De plaats maakt deel uit van het arrondissement Arras. Rivière telde op 1 januari 2022 1.124 inwoners.

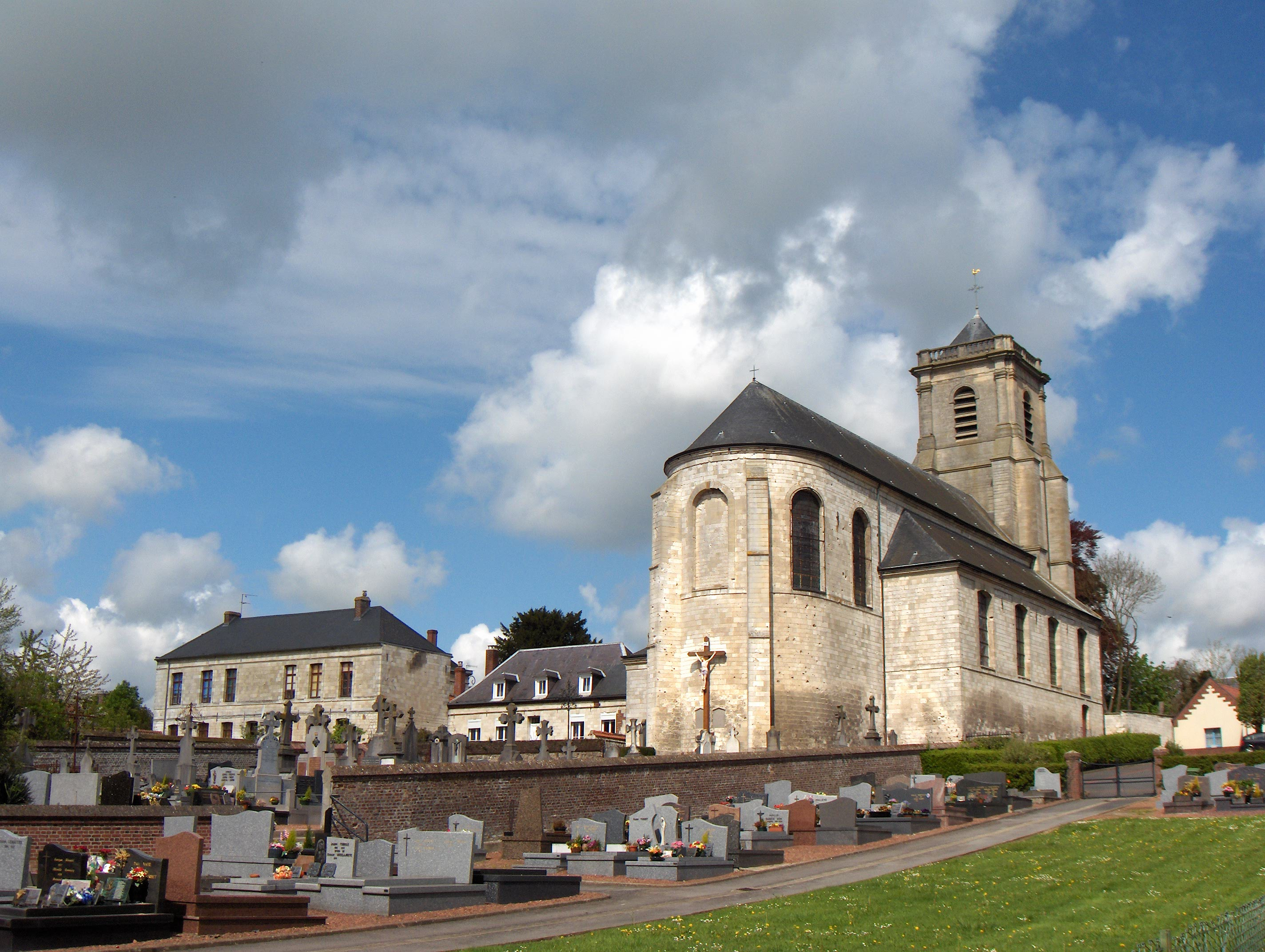
De Sint-Vedastuskerk van Rivière

Het dorp is van west naar oost uitgestrekt in het dal van de Crinchon. Karakteristiek zijn de grote gesloten boerenhoven met enkel een poort als opening naar de straat.

## Geografie
De oppervlakte van Rivière bedroeg op 1 januari 2022 11,9 vierkante kilometer; de bevolkingsdichtheid was toen 94,5 inwoners per km².

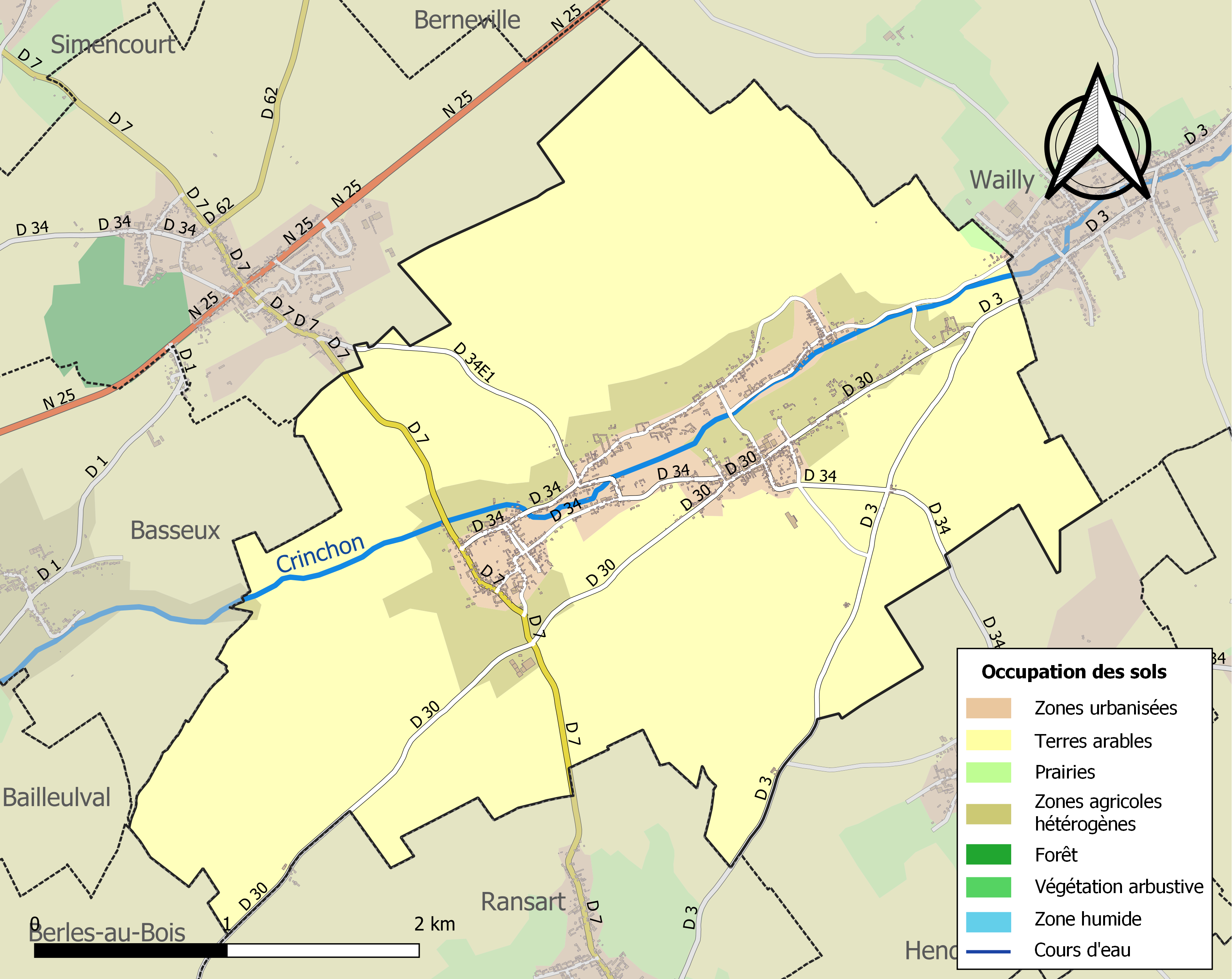
Kaart van de gemeente met belangrijkste infrastructuur, bodemgebruik en omliggende gemeenten

## Geschiedenis
Wat vandaag Rivière heet, gaat terug op de groepering van 5 gehuchten tot één nieuwe gemeente tijdens de Franse Revolutie: Bellacourt, Bellacordelle, Brétancourt, Grosville en Le Fermont. Drie van deze gehuchten hebben een kasteel. Grosville is het meest centrale en vormt nu met de kerk en een kasteel het centrum van de gemeente. Oorspronkelijk hadden de twee meest uit elkaar liggende gehuchten Bellacourt en Brétancourt elk een kapel, die beide tijdens de Franse Revolutie zijn verwoest.
Het dorp lag tijdens de Eerste Wereldoorlog vlak achter de Britse linies; in de muren van de kerk zijn duidelijke sporen te zien van artillerie-inslagen.

## Monumenten

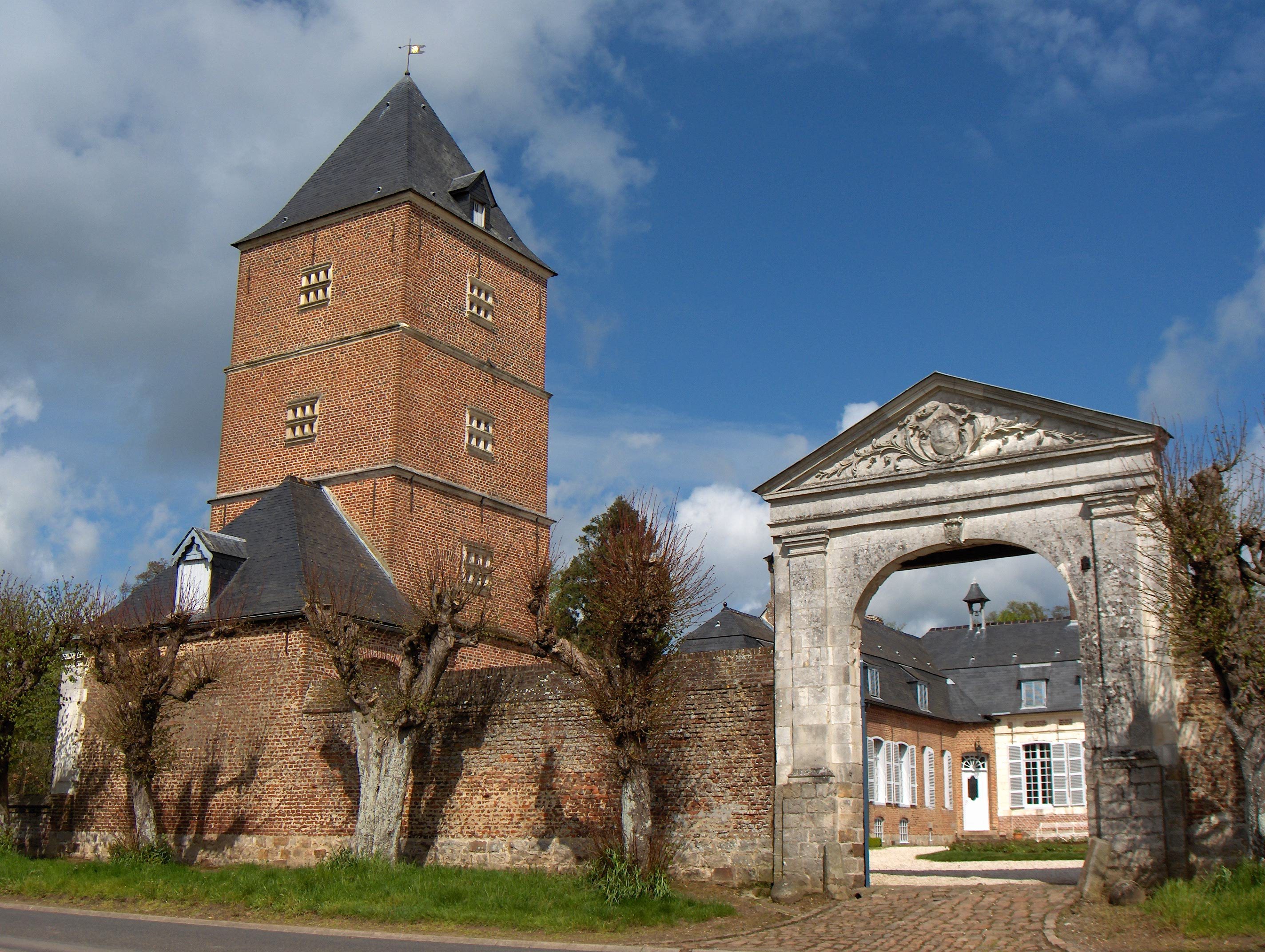
Kasteel van Grosville met poortgebouw en duiventoren

De Sint-Vedastuskerk ligt in het voormalige gehucht Grosville en stamt uit de 18e eeuw. Ze staat op de plaats waar ook vroeger al een kerk gestaan heeft die als parochiekerk diende voor de vijf gehuchten. Het gebouw heeft de allures van een abdijkerk, wat wellicht te maken heeft met de bouwheer, Guillaume Lhoste, heer van Grosville en tegelijk kanunnik van de kathedraal van Atrecht. De kanunnik fungeerde als weldoener van deze kerk en ligt in het koor begraven.
Het kasteel van Grosville heeft centraal een herenwoning, die opmerkelijk genoeg uit slechts één bouwlaag bestaat en opgetrokken is in 1754. Daarnaast is er een imposante duiventoren uit 1702.

## Demografie
Onderstaande figuur toont het verloop van het inwonertal (bron: INSEE-tellingen).